# Eulalia filifolia
Eulalia filifolia är en gräsart som beskrevs av Shou Liang Chen. Eulalia filifolia ingår i släktet Eulalia och familjen gräs. Inga underarter finns listade i Catalogue of Life.